# Molophilus (Molophilus) nielseni
Molophilus (Molophilus) nielseni is een tweevleugelige uit de familie steltmuggen (Limoniidae). De soort komt voor in het Australaziatisch gebied.